# Madness, Money & Music
Madness, Money & Music fue lanzado en 1982 y es el tercer álbum de Sheena Easton, grabado con EMI.
Las baladas del género adult contemporary liderean el álbum, como "I Wouldn't Beg for Water" (#64 Estados Unidos) y  "Machinery" (#57 en Estados Unidos y 38 en Reino Unido), así como el sencillo para el álbum británico "Are You Man Enough".
Este disco fue uno de los menos reconocidos de Easton, quedando en # 85 en ventas en Estados Unidos y #44 en el Reino Unido, pero muy exitoso en Escandinavia y con disco de oro en ventas en Canadá.

## Lista de canciones Reino Unido
- Lado uno:

1. "Weekend in Paris"
2. "Are You Man Enough" (Billy Livsey, Graham Lyle)
3. "I Wouldn't Beg for Water"
4. "Machinery" (Julia Downes)
5. "Ice Out in the Rain"
6. "I Don't Need Your Word"

- Lado dos:

1. "Madness Money and Music"
2. "There When I Needed You"
3. "Wind Beneath My Wings" (Larry Henley, Jeff Silbar)
4. "You Do It" (Deborah Allen, Eddie Struzick)
5. "In the Winter" (Janis Ian)
6. "Please Don't Sympathise"

## Lista de canciones Estados Unidos
- Lado uno:

1. "Machinery"
2. "Weekend in Paris"
3. "I Wouldn't Beg for Water"
4. "Are You Man Enough"
5. "Ice Out in the Rain"

- Lado dos:

1. "Madness Money and Music"
2. "Wind Beneath My Wings"
3. "There When I Needed You"
4. "In the Winter"
5. "You Do It"

CD Bonus tracks:
1. "Some of Us Will"
2. "Loner" (Peter Vale)
3. "So We Say Goodbye"